# 阿蘇村
阿蘇村（あそむら）は、かつて千葉県印旛郡に存在した村。現在の八千代市東部である。

## 位置・地勢
印旛郡の西部（西端）に位置し、千葉郡に接する。東西約3.5 km、南北約7.3 km。地勢は、南から北に向かい漸々と傾斜するも概ね平坦である。

### 水系
西方の千葉郡界に新川（平戸川）が流れ印旛沼に注ぐ。米本に平澤池、村上に黒澤池あり。印旛沼および新川は船運と漁業に水利あって、秋冬には小蝦を網し食用とする。夏秋には沿岸の農民小舟で棹さし藻類を掻取って肥料と為す。

## 歴史
印東荘。幕藩体制下では一貫して佐倉藩領。堀田氏。全村で約2400石。廃藩置県後は佐倉県、印旛県、千葉県隷下と順に移行する。明治42年、帝国在郷軍人会佐倉支部阿蘇分会発足。大正9年、梨栽培が始まる。昭和7年、阿蘇村振興会発足。

### 沿革
- 明治22年（1889年） - 町村制施行に伴い、米本村、下市場村、村上村、神野村、保品村、下高野村、上高野村が合併。印旛郡阿蘇村。
- 昭和29年（1954年）9月1日 - 千葉郡八千代町へ越郡編入。閉村。

## 戸口
- 明治42年末 - 現住人口3602人（男1802、女1800）。戸数587。
- 昭和11年末 - 現住人口3742人（男1831、女1911）。戸数625。

## 地域
大字として7区、のち8区。各々に区長を置く。

### 米本区
よなもと。
- 主な小字 - 上宿、下宿、内宿、邊田、逆水、平戸口、砂戸、稲荷前。

### 下市場区
しもいちば。徳川時代は村上村。勝田台南の一部を含む。
- 主な小字 - 臺町、下町。

### 村上区
むらかみ。昭和に入り分区し「村上2区」を置く。勝田台北を含む。
- 主な小字 - 宮内、宮山、中郷、實喜作、持田臺。

### 神野区
かの。
- 主な小字 - 宮下。

### 保品区
ほしな。
- 主な小字 - 南、郷、須賀。

### 下高野区
しもこうや。
- 主な小字 - 山の越。

### 上高野区
かみこうや。
- 主な小字 - 殿臺、上高野原、毘砂。

## 産業
農業490戸、商業53戸、工業47戸（明治42年）。穀類・豆類・蔬菜類および果物を生産する。大なる商店なく全て兼業。工業は醤油および粕である。蚕業は年々隆盛し昭和初期まで続く。桑畑50反あって繭生産高は明治末に300石に達す。漁業は、村内の印旛沼から鯉鯰鰻鱒鮒蝦などあるが専業なし。
- 阿蘇村農会 - 明治38年創立、農業改良を目的とす。米本区。農協。
- 責任保証阿蘇村信用販売購買利用組合 - 昭和10年創立。米本区。生協。

## 官公署

### 村役場
米本区。初め、民家を徴し戸長役場にて戸長筆生が事務を執るも、町村制発布されこれを廃し、村長1助役1収入役1および書記2を置く。初代村長・山崎右源太。八千代町編入後は阿蘇連絡所として平成期まで存続した。現況は空き地。

### 警察
佐倉警察署千代田分署阿蘇駐在所（米本区）にて警察事務を執行する。巡査1。

### 衛生
公衆衛生に資するため隔離病舎を設ける（米本区字平澤）。委託診療所にて五十日に出張診療あり。

### 村会
村会の定数は12。

### 郵便
大和田郵便局管轄。のち阿蘇郵便局設置される（米本区）。昭和11年には全村8区に郵便切手売捌所8、郵便函数8。

## 教育
- 阿蘇尋常高等小学校（米本区） - 明治6年開設、米本小。明治20年、米本尋常小。明治22年、阿蘇尋常小。明治44年、阿蘇尋常高等小。昭和22年、村立阿蘇小。昭和29年、八千代町立阿蘇小。
  - 分教場（保品区） - 明治36年開設
- 村上尋常小学校（村上区）
- 阿蘇中学校（米本区） - 昭和22年新制

青年団
阿蘇村青年団および阿蘇村女子青年団を置いて、青年層を組織化した。
夜学会
- 沿革 - 明治42年設立。昭和10年、青年学校へ移行。
- 目的 - 社会教育。農閑期において、青年層に修身国語算術農業などを教授する。
- 生徒数 - 180名（昭和11年）。農業科4学級。

## 古蹟・名所
- 米本塁 - 米本城址。
- 村上綱清の墓 - 米本の長福寺にある。
- 阿蘇沼 - 村上区にあった沼沢地。 村名の由来でもある。
- 黒澤池 - 村上区字黒澤。現在の黒沢池近隣公園。
- 起木の弁天 - 村上区字堂ノ後。おきのべんてんさま。現在の辺田前厳島神社。

## 寺社
社格分類のうち村社8、無格社33。郷社以上なし。以下は村社である。
- 米本神社（米本区字内宿北）、七百餘所神社（村上区字宮内）、八坂神社（下市場区字南側）、駒形神社（上高野区字殿臺）、白籏神社（上高野区字白幡）、菅原神社（下高野区字天神）、香取大神（保品区字郷）、熊野神社（神野区字宮下）。

正覚寺 - 村上区。釈迦堂には、千葉県指定文化財の木造釈迦如来立像がある。